# Maria am Sandbichl
Koordinaten: 46° 52′ 55″ N, 13° 17′ 45,5″ O
Die römisch-katholische Wallfahrtskirche Maria am Sandbichl in der österreichischen Gemeinde Reißeck ist kirchenrechtlich eine Filialkirche der Pfarrkirche Kolbnitz.

## Geschichte
1716 errichtete der Bauer Ruep Stragainig eine Holzkapelle. Die wurde 1739 durch einen Steinbau ersetzt, der 1759 geweiht wurde. 1834 erfolgte eine Erweiterung der Kapelle.

## Bauwerk
Das Gotteshaus ist ein einschiffiger Bau mit einem polygonalen Chor, einem hölzernen Dachreiter und einem Sakristeianbau im Norden. Alle Dachbereiche sind mit Holzschindeln gedeckt. Über dem innen abgerundeten Chor erhebt sich ein gratiges Stichkappengewölbe.
Das Langhaus ist durch Pilaster und Gurtbögen zwischen den Gewölbefeldern in drei Joche gegliedert. Die Medaillons im Gewölbe des Chores und des Langhauses sind mit gemalten Szenen aus dem Leben Mariens ausgestattet.

## Einrichtung
Der Opfergangsaltar aus der Mitte des 18. Jahrhunderts weist reichen plastischen Schmuck auf. Von der Marienkrönungsgruppe am Altar wurde die heilige Maria gestohlen und durch eine 1994 von Campidell geschaffene Figur ersetzt. Das Aufsatzbild zeigt den heiligen Florian.
Die Kanzel entstand im Jahre 1834, die Kreuzwegbilder um 1750. An der Langhausnordwand hängt ein mit 1714 bezeichnetes Votivbild.